# Acțiunile militare din Dobrogea (1916)
Acțiunile militare din Dobrogea au reprezentat o serie de operații, bătălii și lupte care s-au desfășurat între 18 august/1 septembrie - 3/16 decembrie 1916 și a avut ca obiectiv principal respingerea unui atac executat de forțele bulgare și asigurarea libertății de acțiune a forțelor ce operau pe frontul din Transilvania.

## Contextul operativ strategic

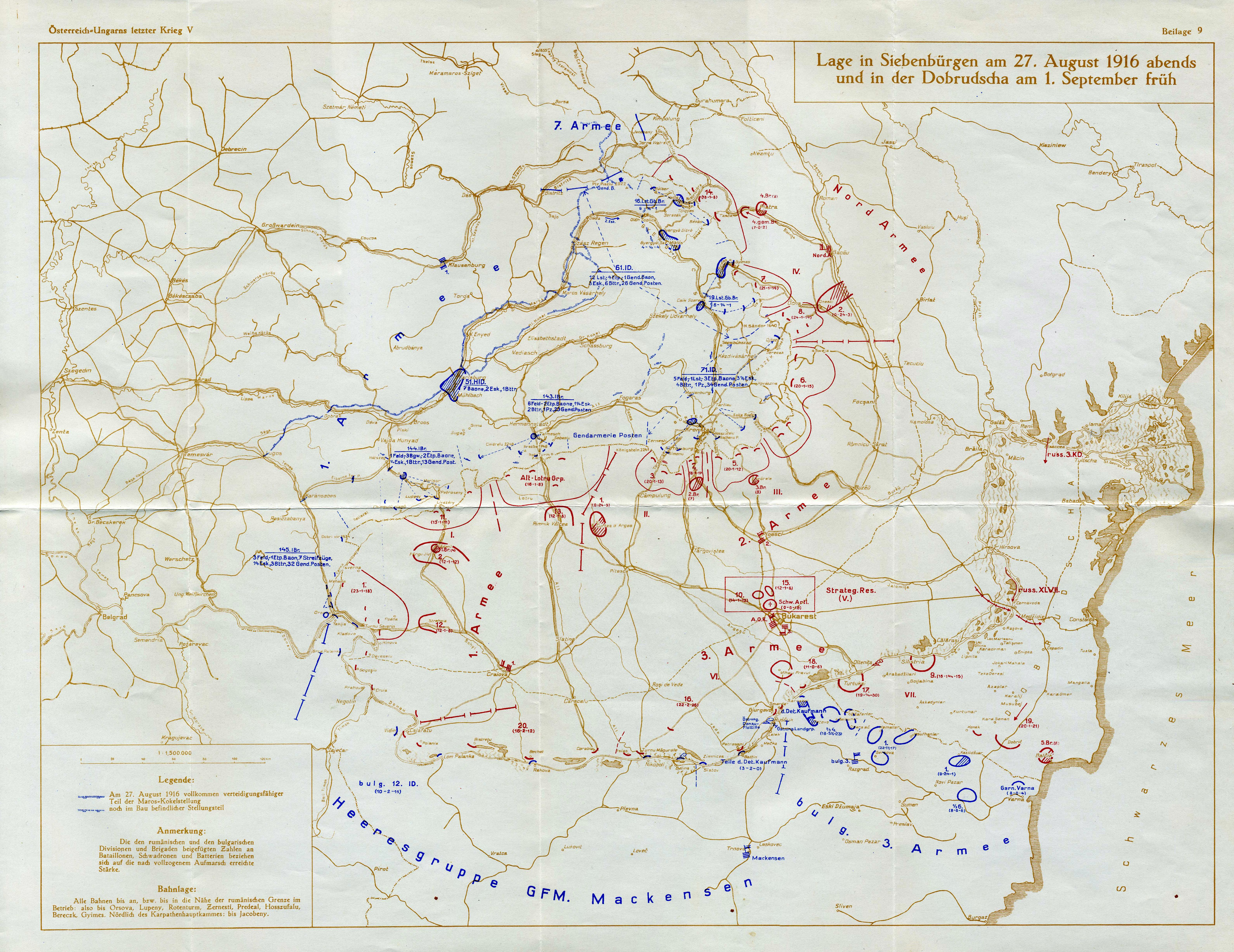
Situația forțelor la începutul războiului

În conformitate cu Planul de Campanie trei sferturi din totalul forțelor operative au fost destinate pentru Frontul de nord-vest de pe frontiera Carpaților, în timp ce pe Frontul de sud - care se întindea, de la Orșova până la Marea Neagră și avea o importanță secundară, îi erau destinate doar un sfert din totalul efectivelor operative. Forțele de pe acest front aveau misiunea de a opri și respinge o eventuală ofensivă în cazul intrării Bulgariei în război. :p. 416
Totodată, în conformitate cu prevederilor Convenției militare dintre România și Antanta, forțelor române urma să li se alăture un corp de armată rus. Deși guvernul român a încercat să evite un conflict armat cu Bulgaria, aceasta a declarat război României la 19 august/1 septembrie 1916, după ce provocase o serie de incidente militare încă din 17/30 august.

## Legături externe
Film documentar (1916): El avance victorioso de Mackensen por La Dobrudja, pe "Europeana", accesat la 27 iulie 2017